# The Archie Show
The Archie Show est une série télévisée d'animation américaine en 17 épisodes de 22 minutes (ou 34 segments de 11 minutes) produite par Filmation et diffusée entre le 14 septembre 1968 et le 4 janvier 1969 sur le réseau CBS.
La série est basée sur les personnages de l'éditeur Archie Comics. Il s'agit de la toute première adaptation des aventures d'Archie Andrews et sa bande.
Cette série est inédite dans tous les pays francophones.

## Synopsis
Les mésaventures d'Archie Andrews et de ses amis dans la ville de Riverdale. Le tout en musique et en chansons.

## Voix
- Dal McKennon : Archie Andrews
- John Erwin : Reggie Mantle
- Howard Morris : Big Moose
- Jane Webb (en) : Betty Cooper

## Épisodes
1. Surf Bored
2. Lodge's Department Store
3. The Added Distraction
4. Who is Afraid of Reggie Wolff?
5. Hard Day's Knight
6. Chimp Off the Old Block
7. Beauty Is Only Fur Deep
8. The Disappearing Act
9. The Prize Winner
10. The Circus
11. Hot Rod Drag
12. Jughead Double
13. The Great Marathon
14. Field Trip
15. Snow Business
16. Anchors Away
17. Way-Out Like West
18. Flying Saucers
19. The Computer
20. Jughead "Sampson" Jones
21. Kids Day
22. Par One
23. PFC Hot Dog
24. Groovy Ghosts
25. Rocket Rock
26. The Old Sea Dog
27. Jughead's Girl
28. Dilton's Folly
29. Private Eye Jughead
30. Strike Three
31. Reggie's Cousin
32. Cat Next Door
33. The Jone's Farm
34. Veronica's Veil